# David W. Macdonald
David W. Macdonald (...) è uno zoologo britannico.
È fondatore e direttore del WildCRU, l'unità di ricerca sulla conservazione della natura dell'università di Oxford, direttore dell'IUCN/SSC Canid Specialist Group ed è stato professore (1998-2004) alla Cornell University. È inoltre vicepresidente del Consiglio della Società Zoologica di Londra, uno dei vicepresidenti della Società Reale sul Fondo per la Natura, un membro del Consiglio di English Nature, coeditore della rivista Canid News con Claudio Sillero-Zubiri e commissario per l'Autorità di Supervisione Indipendente sulla Caccia britannica.
Le sue ricerche si sono focalizzate sull'ecologia comportamentale e sulla conservazione dei mammiferi selvatici, soprattutto carnivori, ed ha pubblicato oltre 200 lavori scientifici ed alcuni libri. La sua specializzazione sui canidi selvatici è derivata dalle sue ricerche sulle volpi. Nel 2004 è stato premiato dal Balliol College dell'università di Oxford con il Premio Dawkins per le sue importanti ricerche sull'ecologia ed il comportamento di animali il cui status e sopravvivenza sono minacciati dalle attività umane . La Società Zoologica di Londra ha inoltre assegnato a Macdonald la Medaglia T. H. Huxley.
Ha contribuito molto a far conoscere la biologia al pubblico generale. È noto per i suoi film documentari e per i suoi libri popolari, per i quali è stato per due volte vincitore come Autore dell'Anno di The Natural World. Il suo Night of the Fox vinse il BAFTA come Miglior Documentario nel 1976, Running with the Fox fu il Libro di Storia Naturale dell'Anno 1987 e Meerkats United vinse il premio Wildscreen nel 1988. Tra i suoi film ricordiamo la popolare serie BBC in sette parti The Velvet Claw, una storia naturale dei carnivori.